# Ньяупари, Эктор
Э́ктор Ньяупа́ри Белупу́ (исп. Héctor Ñaupari Belupú; 1972 — 2023) — перуанский активист, эссеист и поэт.
Окончил юридический факультет Главного национального университета Сан-Маркос (1997), учился в докторантуре Саламанкского университета. Практиковал как адвокат, работал в Государственной службе налогов и сборов Перу, в том числе её представителем при Парламенте Перу. Активист различных перуанских организаций либерального направления, в 2006—2008 гг. вице-президент и в 2011—2012 гг. исполняющий обязанности президента международной организации Либеральная сеть Латинской Америки. В 2001 г. приглашённый профессор Университета Франсиско Маррокина в Гватемале, в 2006—2008 гг. профессор школы политологии Университета Сан-Маркос.
Сборники статей и эссе Ньяупари на политические темы выходили в Перу — «Либертарианские страницы» (исп. Páginas libertarias; Лима, 2004), в Аргентине — «Свобода для всех» (исп. Libertad para todos; Буэнос-Айрес, 2008), в Испании — «Либеральное чувство: неотложный путь к свободе» (исп. Sentido liberal: el sendero urgente de la libertad; Мадрид, 2012), «Либерализм — это свобода» (исп. Liberalismo es libertad; Мадрид, 2015) и «Свобода в сердце и другие очерки» (исп. La libertad en el corazón y otros ensayos; 2023), в Чили — «За эту свободу» (исп. Por esta libertad; Сантьяго, 2018). Под редакцией Ньяупари вышли сборники статей «Успешная либеральная политика. 2» (исп. Políticasliberales exitosas 2; Мехико, 2008) и «Борхес, Пас, Варгас Льоса: литература и свобода в Латинской Америке» (исп. Borges, Paz, Vargas Llosa: Literatura y libertad en Latinoamérica; Мадрид, 2015).
Первая книга стихов Ньяупари, «В подземельях сумерек» (исп. En los sótanos del crepúsculo), вышла в 1999 году в издательстве Университета Сан-Маркос. За ней последовали сборники «Роза ветров» (исп. Rosa de los vientos; 2006), «Зловредное отсутствие тебя» (исп. Malévola tu ausencia; 2019) и «Уста тени» (исп. La boca de la sombra; 2020). Был участником поэтической группы «Неон» (исп. Movimiento Cultural Neón), выступил составителем и соредактором нескольких связанных с ней поэтических антологий.